# Victor Morin (directeur de la photographie)
Pour les articles homonymes, voir Victor Morin et Morin.
 (octobre 2021).
Victor Morin est un directeur de la photographie français.

## Filmographie
- 1921 : L'Atlantide
- 1924 : La Ferme Becasse
- 1924 : Pupilas do Senhor Reitor, As
- 1926 : Fonctionnement d'une bourse de travail 'La BTK'
- 1926 : De Boma à Tshela par la voie du Mayumbe
- 1926 : La Bourse du travail du Kasai
- 1927 : Le Congo qui s'éveille